# Distributed Management Task Force
El Grupo de Trabajo de Administración Distribuida, Distributed Management Task Force en idioma inglés (DMTF, antes conocida como "Desktop Management Task Force") es una organización industrial que desarrolla, mantiene y promueve estándares para la gestión de sistemas en entornos de TI empresariales. Estos estándares permiten la construcción de componentes de infraestructura de gestión de sistemas de forma independiente de la plataforma y de neutralidad tecnológica. Mediante la creación de estándares abiertos de la industria, DMTF ayuda a habilitar la interoperabilidad de sistemas de gestión entre productos de TI de diferentes fabricantes o empresas.

## Información general
DMTF fue fundada en 1992. Es una organización de desarrollo de estándares donde empresas, otras organizaciones y personas individuales pueden convertirse en miembros. En 2012, DMTF tenía más de 4000 participantes activos de las más de 200 organizaciones y empresas (tales como AMD, Broadcom, CA, Inc., Cisco, Citrix, EMC, Fujitsu, HP, Huawei, IBM, Intel, Microsoft, NetApp, Oracle, Red Hat, SunGard  y VMware). La DMTF está organizada en grupos de trabajo donde los participantes desarrollan y mantienen de forma conjunta los estándares. DMTF tiene alianzas con un gran número de organizaciones y con el mundo académico.

## Estándares
Entre los estándares de DMTF se incluyen:
- Common Information Model (CIM) – El esquema CIM es un esquema conceptual que define cómo los elementos gestionados en un entorno de TI (por ejemplo, ordenadores o redes de área de almacenamiento) se representan como un conjunto común de objetos y relaciones entre ellos. CIM es extensible para permitir ampliaciones específicas de productos para la definición común de estos elementos gestionados. CIM utiliza un modelo basado en UML para definir el esquema CIM. CIM es la base para la mayoría de los otros estándares DMTF.
- Common Diagnostic Model (CDM) – El esquema CDM es una parte del esquema CIM que define cómo los diagnósticos del sistema deben ser incorporados en la infraestructura de gestión.
- Web-Based Enterprise Management (WBEM) – define protocolos para la interacción entre componentes de infraestructura de gestión de sistemas que implementan CIM, un concepto de perfiles de gestión de DMTF, que permite definir el comportamiento de los elementos definidos en el esquema CIM, el CIM Query Language (CQL) y otras especificaciones necesarias para la interoperabilidad de la infraestructura CIM.
- Systems Management Architecture for Server Hardware (SMASH) – es una iniciativa de gestión de DMTF que incluye perfiles de gestión para la gestión de hardware de servidor. SMASH 2.0 permite WS-Management o SM-CLP (un protocolo de línea de comandos para interactuar con la infraestructura CIM). SM-CLP fue adoptado como un estándar internacional en agosto de 2011 por el Comité Técnico Mixto 1 (JTC 1) de la Organización Internacional de Normalización (ISO) y la Comisión Electrotécnica Internacional (IEC) .
- System Management BIOS (SMBIOS) – define cómo la interfaz de la BIOS de los sistemas de arquitectura x86 es representada en CIM (y DMI).
- Alert Standard Format (ASF) – define el control remoto y las interfaces de alerta para entornos carentes de sistema operativo (por ejemplo, un controlador de la placa base de un PC).
- Directory Enabled Network (DEN) – define cómo los directorios LDAP pueden ser usados para proporcionar acceso a los elementos gestionados por CIM y define las asignaciones de CIM a LDAP para una parte del esquema CIM.
- Desktop Management Interface (DMI) – DMI fue el primer estándar de gestión de escritorios. Debido al rápido avance de las tecnologías de DMTF, tales como CIM, la DMTF definió un proceso de "fin de vida" para DMI, que terminó el 31 de marzo de 2005.
- Desktop and mobile Architecture for System Hardware (DASH) – un estándar de gestión basado en DMTF Web Services for Management (WS-Management), para sistemas de escritorio y de cliente móvil.
- Configuration Management Database Federation (CMDBf) - CMDBf facilita el intercambio de información entre bases de datos de gestión de configuraciones (CMDBs) y otros repositorios de datos de gestión (MDRs). El estándar CMDBf permite a las organizaciones federar y acceder a información de infraestructuras complejas y de múltiples proveedores, simplificando el proceso de gestión de datos relacionados con la configuración almacenados en múltiples CMDBs y MDRs.
- Virtualization Management Initiative (VMAN) – Un conjunto de especificaciones basadas en CIM de DMTF que ayuda a los administradores de TI a: desplegar sistemas de ordenadores virtuales, descubrir/inventario de sistemas de ordenadores virtuales, gestionar el ciclo de vida de los sistemas de ordenadores virtuales, crear/modificar/borrar recursos virtuales y monitorizar sistemas virtuales para salud y rendimiento. VMAN fue adoptado como estándar nacional por el International Committee for Information Technology Standards (INCITS) del American National Standards Institute (ANSI)  en junio de 2012.

Dentro de la iniciativa VMAN, hay varias especificaciones y perfiles:
- Open Virtualization Format (OVF) – Estándar para el empaquetado y despliegue de dispositivos virtuales. OVF fue adoptado por el International Committee for Information Technology Standards en agosto de 2010. OVF fue adoptado como un estándar internacional en agosto de 2011 por el Comité Técnico Mixto 1 (JTC 1) de la Organización Internacional de Normalización (ISO) y la Comisión Electrotécnica Internacional (IEC) .
- DSP1042 – System Virtualization Profile
- DSP1057 – Virtual System Profile
- DSP1059 – Generic Device Resource Virtualization Profile
- DSP1041 (enlace roto disponible en Internet Archive; véase el historial, la primera versión y la última). – Resource Allocation Profile
- DSP1043 – Allocation Capabilities Profile

Algunos estándares relacionados con CIM también son desarrollados fuera de la DMTF. Algunos ejemplos son:
- La SNIA – desarrolla y mantiene el estándar SMI-S que define perfiles de gestión de DMTF para redes de área de almacenamiento.
- The Open Group – desarrolla y mantiene el estándar CMPI que define una API de C/C++ para proveedores de CIM.
- El Java Community Process – actualmente desarrolla el estándar JSR-48 que define una API de Java para aplicaciones cliente de CIM.

CIM y WBEM son soportados por un gran número de productos y proyectos de código abierto. Una pequeña lista se encuentra aquí:
- Windows Management Instrumentation (WMI) – Implementación de CIM y WBEM en Microsoft Windows
- WBEM Solutions - WS proporciona la infraestructura WBEM y herramientas
- SBLIM – proyecto de código abierto que proporciona una implementación de CIM y WBEM para Linux, así como otros componentes y herramientas relacionados con CIM y WBEM
- OpenPegasus – proyecto de código abierto que proporciona un gestor de objetos CIM escrito en C++ (el componente de infraestructura central para CIM y WBEM)
- WBEM Services – proyecto de código abierto que proporciona un gestor de objetos CIM escrito en Java
- OpenWBEM – proyecto de código abierto que proporciona otro gestor de objetos CIM escrito en C++

## Incubadoras
- Open Cloud Standards Incubator – El Open Cloud Standards Incubator es un grupo de DMTF enfocado en estándares para facilitar la interoperabilidad de gestión entre nubes privadas dentro de empresas y entre nubes privadas, públicas e híbridas. Las prioridades iniciales incluyen protocolos de gestión de recursos en la nube, formatos de empaquetado y mecanismos de seguridad para ayudar a facilitar la interoperabilidad. El grupo desarrolló un conjunto de documentos incluyendo una arquitectura para la gestión de nubes, casos de uso e interacciones para la gestión de nubes y un libro blanco titulado "The Interoperable Cloud". El grupo terminó sus entregas establecidas en agosto de 2010.[1] El trabajo de desarrollo de estándares de nubes de DMTF está siendo manejado por el Cloud Management Workgroup, el Cloud Auditing Data Federation Workgroup y el System Virtualization, Partitioning, and Clustering Work Group.
- Software License Management Incubator(SLM) - El Software License Management Incubator está trabajando para desarrollar documentos técnicos que se centran en los desafíos para permitir a la industria gestionar productos software con licencia y el uso de productos. La incubadora SLM emplea a los principales líderes en el espacio de gestión de TI, y también cuenta con representación de organizaciones de usuarios finales como JP Morgan Chase. El grupo desarrolló un documento técnico titulado "Software Identification and Entitlement Usage Metrics", completado en 2012. Este documento describe un conjunto representativo de casos de uso para la nube, centros de datos, virtualización y necesidades en las instalaciones. También ofrece recomendaciones sobre los estándares de tecnología a considerar para identificar suficientemente productos software con licencia, y para rastrear y reunir el uso del software y otras métricas de derecho de uso a través de toda la extensión de despliegues.